# Edmundo Souto
Edmundo Rosa Souto (Belém, 30 de março de 1942) é um compositor, violonista, escritor e arquiteto brasileiro.

## Biografia
Emigrou para o Rio de Janeiro com os seus pais aos oito anos. Estudou violão com Oscar Castro Neves. 
Em 1967 graduou-se no curso de Arquitetura pela Universidade Federal do Rio de Janeiro (UFRJ). Concluiu Master of Business Administration (MBA) em Marketing pela Fundação Getulio Vargas (FGV), em 1999. Foi servidor da Secretaria de Educação do Estado do Rio de Janeiro (Seeduc-RJ) entre os anos de 1999 e 2007.

## Festivais de música
- 1968 - 2º lugar no I Festival Universitário de Música Popular, no Rio Grande do Sul, com a canção Canto pra dizer-te adeus" em parceria com Danilo Caymmi e Paulinho Tapajós - intérprete: Iracema Werneck;
- 1968 - 3º lugar na fase nacional do III Festival Internacional da Canção - (Fic) - com a música Andança - intérpretes: a cantora Beth Carvalho e o grupo vocal Golden Boys;
- 1969 - 1º lugar na fase nacional e 1º lugar na fase internacional do IV Festival Internacional da Canção - com a canção Cantiga por Luciana, composta junto com Paulinho Tapajós - intérprete: Evinha;
- 1969 - 6º lugar na II Olimpíada Musical da Canção, realizado em Atenas, na Grécia - com a canção Rumo sul, em parceria com Paulinho Tapajós - intérprete: Beth Carvalho;
- 1974 - 4º lugar no Festival Universitário de Juiz de Fora, em Minas Gerais - com a música Pra ninguém chorar, tendo como parceiro Paulo César Pinheiro - cantora Beth Carvalho.

## Trilhas sonoras

### Curta-metragem
- 1963 - "Garoto de calçada" - direção de Carlos Frederico Rodrigues

### Telenovelas
- 1970 - Próxima Atração - da Rede Globo - "Tema de Regina", tendo como parceiro Paulinho Tapajós;
- 1970 - Verão Vermelho - da Rede Globo - "Onde você mora" - junto com Paulinho Tapajós.

## Samba-enredo
- 1984 - "Beth Carvalho, a enamorada do samba", parceria com Iba Nunes, Luís Carlos da Vila e Paulinho Tapajós.

## Livros escritos
- SOUTO, Edmundo e TAPAJÓS, Paulinho - "Verde que te quero ver" (peça musical infantil) - Editora Record - 1984 - ISBN 85-01-02555-0 - Foi adaptado para especial de televisão e para o teatro. Músicas dos compositores Edmundo Souto e Paulinho Tapajós.
- SOUTO, Edmundo - "A pipa arco-íris" (infantil) - Editora Record - (Fora do catálogo).

## Discografia

### Parceria comPaulinho Tapajós
- Água-pé
- Boto desbotado
- Caminho de São Thiago
- Cantiga por Luciana
- Conquista do cacique
- Canção de despertar
- Dança de brinquedos
- De pé no chão
- História de São João Batista
- Onde você mora
- Palhaço real
- Tema de Regina
- Rumo sul
- Samba-enredo exaltação a mulher
- Só quero ver
- Soja com cachaça
- Verde que te quero ver
- Xote dos pássaros

### Parceria comDanilo Caymmi
- Andança - com Danilo Caymmi e Paulinho Tapajós
- Caminhos - com Danilo Caymmi e Paulinho Tapajós
- Candomblé - Danilo Caymmi e Paulo Antônio Magoulas
- Canto pra dizer-te adeus - Danilo Caymmi e Paulinho Tapajós
- De brincadeira - com Danilo Caymmi
- Reencontro - Danilo Caymmi e Paulinho Tapajós

### Parcerias com outros compositores
- Ao Chico com carinho - Moacyr Luz e Paulinho Tapajós
- Alpendre da saudade - com João Pacífico
- Beth Carvalho, a enamorada do samba - compositores Iba Nunes, Luís Carlos da Vila e Paulinho Tapajós
- Bloco Leblon - com Tavito
- Canto de saudade - com Paulo Antônio Magoulas
- Cavalheiro andante - com Antônio Medeiros
- Cansaço - Paulo César Pinheiro
- Canção do arco-íris - com João Pacífico e Paulinho Tapajós
- Contraste - com Amoldo Medeiros
- Disfarce - com Noca da Portela
- Joatinga - compositores a cantora Beth Carvalho e Paulinho Tapajós
- Mais que um sorriso - com Jorge Aragão
- Pra ninguém chorar - com Paulo César Pinheiro
- Rancho dos boêmios - com Paulinho Soares e Nei Barbosa
- Sempre só - com Joaquim Vaz de Carvalho
- Sou frevo - com Amoldo Medeiros
- Vaqueirada - com Bororó Felipe e Nei Lopes
- Verso e cantoria - compositores Bororó Felipe e Paulinho Tapajós
- Vivências - com Chico Lessa e Paulinho Tapajós